# Vierhoornantilope
De vierhoornantilope of chousingha (Tetracerus quadricornis) is een antilope uit India. Het is een van de kleinere soorten uit de onderfamilie Bovinae, waartoe ook de runderen en de schroefhoornantilopen behoren. Zijn nauwste verwant is de eveneens in India voorkomende nijlgau.

## Kenmerken
De vierhoornantilope dankt zijn naam aan de vier hoorns die het mannetje op zijn kop draagt. Behalve twee acht tot tien centimeter lange hoorns op de gebruikelijke plaats heeft hij ook twee kleinere hoorntjes (1 tot 4 centimeter lang) boven de ogen. Het mannetje heeft een roodachtig bruine vacht, het vrouwtje is bruin van kleur. Oude mannetjes hebben gelig bruine vacht. De buikzijde is wit. Over de voorzijde van de poten, in de lengterichting, loopt een zwarte streep. De snuit en de buitenzijde van de oorschelpen zijn zwart van kleur.
De vierhoornantilope heeft een kop-romplengte van 80 tot 100 centimeter, een schouderhoogte van 60 tot 65 centimeter en een lichaamsgewicht van 17 tot 21 kilogram. De staart is twaalf à dertien centimeter lang.

## Leefwijze
Dit solitaire dier eet gras, zegge en bladeren. De vierhoornantilope leeft voornamelijk solitair. Bij gevaar maakt de vierhoornantilope een blaffend geluid. Aan andere vierhoornantilopen maakt hij zijn aanwezigheid bekend met een lage fluittoon.

## Verspreiding
De vierhoornantilope komt voor in India en Nepal. Ze leven voornamelijk in beboste heuvelachtige gebieden in de buurt van water. Tegenwoordig leven er minder dan tienduizend dieren met de grootste populatie in het Gir Forest National Park.